# Esselenichthys laurae
Esselenichthys laurae és una espècie de peix de la família dels estiquèids i de l'ordre dels perciformes.

## Descripció
- Fa 9,7 cm de llargària màxima.
- 38-43 espines i 14-18 radis tous a l'aleta dorsal.
- 2 espines i 42-44 radis tous a l'aleta anal.
- 60-62 vèrtebres.
- Línia lateral ventrolateral no connectada.
- Aleta caudal arrodonida.[4][8]

## Hàbitat i distribució geogràfica
És un peix marí, demersal (fins als 46 m de fondària), submareal i de clima subtropical, el qual viu al Pacífic oriental central: les àrees rocalloses des de les illes Farallon (Califòrnia, els Estats Units) fins a Punta Banda (Baixa Califòrnia, Mèxic).

## Observacions
És inofensiu per als humans.